# Classe M1938
 (décembre 2023).
Si vous disposez d'ouvrages ou d'articles de référence ou si vous connaissez des sites web de qualité traitant du thème abordé ici, merci de compléter l'article en donnant les références utiles à sa vérifiabilité et en les liant à la section « Notes et références ».
La classe M1938 est une deuxième série de dragueurs de mines construite pour la Kriegsmarine en remplacement des vieux navires issus de la Première Guerre mondiale. 

## Service
Cette deuxième série de Type 35, est quasi identique à la première classe M1935. Le navire est légèrement plus long, plus lourd mais avec un armement et une puissance plus faible. 

Ils ont aussi entrepris des missions d'escorte de convois en plus de leur mission initiale de guerre anti-sous-marine. Ils ont effectué des tâches de mouilleur de mines. 

Toutefois, les navires furent aussi très coûteux et compliqués à construire. Les chaudières au mazout ont été un handicap lors de la pénurie de carburant dans les dernières années de la guerre. 
Sur les 12 navires construits entre 1939 et 1943, 4 ont été perdus pendant la guerre. Sur les 8 survivants, deux ont été détruits en 1944 et 1945 et les six autres ont été transférés aux différentes marines alliées (1 au Royaume-Uni, 3 à l'Union soviétique et 2 à la France).

## Les unités
Les 12 navires ont été réalisés sur quatre chantiers navals différents :
- H.C. Stülcken Sohn à Hambourg :

M25 à M28
- Stettiner Oderwerke à Stettin (aujourd'hui Szczecin en Pologne) :

M29 à M32
- Lübecker Maschinenbau Gesellschaft à Lübeck :

M33 et M34
- Schichau-Werke à Elbing :

M35 et M36

## Marine française
- Meuse (M601) : dragueur océanique de type M35, ancien dragueur allemand M28 lancé le 29 juillet 1940 . Transféré à la Marine française il a servi de 1947 à 1957 au sein de la 20° DIDRA de Brest.
- Bapaume : aviso-dragueur de type M35, ancien dragueur allemand M35 lancé le 9 novembre 1940. Transféré à la Marine française il a servi de 1947 à 1952 du port de Cherbourg.